# Reserve (Montana)
Reserve é uma Região censo-designada localizada no estado americano de Montana, no Condado de Sheridan.

## Demografia
Segundo o censo americano de 2000, a sua população era de 37 habitantes.

## Geografia
De acordo com o United States Census Bureau tem uma área de
3,6 km², dos quais 3,6 km² cobertos por terra e 0,0 km² cobertos por água. Reserve localiza-se a aproximadamente 597 m acima do nível do mar.

## Localidades na vizinhança
O diagrama seguinte representa as localidades num raio de 36 km ao redor de Reserve.